# حوزه انتخابیه سی‌وهفتم کالیفرنیا
حوزه انتخابیه سی‌وهفتم کالیفرنیا یک حوزه انتخابیه مجلس نمایندگان آمریکا است که در ایالت کالیفرنیا قرار دارد.